# Polyptychus ferroseus
Polyptychus ferroseus är en fjärilsart som beskrevs av Gehlen. 1950. Polyptychus ferroseus ingår i släktet Polyptychus och familjen svärmare. Inga underarter finns listade i Catalogue of Life.